# Kala (cómic)
Kala es una personaje ficticia que aparece en los cómics estadounidenses publicados por Marvel Comics.

## Historial de publicaciones
Apareció por primera vez en Tales of Suspense # 43 y fue creada por Stan Lee, Robert Bernstein y Jack Kirby.

## Biografía ficticia
Kala es la Reina del Inframundo, que es otro nombre de la ciudad de Netheria. Netheria fue una vez una ciudad en el continente de Atlantis, que estaba encerrada en una cúpula hermética para protegerse del imperio Deviant con sede en Lemuria. La gente excavó los cimientos debajo de la ciudad para expandirla debajo del suelo y descubrió una manera de reciclar su suministro de aire. Cuando Atlantis se hundió en el gran cataclismo, Netheria permaneció intacta. Netheria se hundió hasta el fondo del mar y lo atravesó cada año, en una enorme caverna bajo el suelo del Océano Atlántico, en parte de lo que ahora se conoce como Subterránea. Su gente renombró su reino como Inframundo y ellos mismos como Netherworlders.
La Reina Kala buscó usar sus ejércitos y armamento altamente avanzado para conquistar el mundo de la superficie, y buscó un medio para transportarlos a la superficie. Tony Stark quedó encerrado en una sustancia cristalina que se hundió en la Tierra, transportándolo al Inframundo, luego de que un guardia y un científico fueran teletransportados ante él. Kala exigió que Stark creara un medio para que ella trajera sus ejércitos a la superficie o, de lo contrario, lo ejecutaría a él y a sus dos amigos. Se revela que su General Baxu la ama debido a su belleza, aunque odia recibir órdenes de una mujer. Stark afirmó que la ayudaría, pero necesitaba un laboratorio y soledad, lo cual se le concedió. En cambio, Stark usó los laboratorios de los Netherworlders para crear un duplicado de su armadura de Iron Man y afirmó que Stark escapó y lo convocó, usando la armadura para derrotar a los ejércitos, capturar a Kala y volar a la superficie. La exposición al aire del mundo de la superficie hizo que Kala envejeciera rápidamente hasta convertirse en un estado anciano. Al darse cuenta de que su gente no podía vivir en el mundo de la superficie, renunció a sus planes de conquista y fue devuelta al Inframundo donde recuperó su juventud.
Kala luego planeó hacerse con el control del reino del Hombre Topo en Subterránea fingiendo enamorarse de él. El Hombre Topo había capturado a su mayor rival por el gobierno, Tyrannus, y Kala se enamoró de Tyrannus.
Kala apareció a continuación en Fantastic Four # 127 donde conoció a la Mole, quien la "salvó" de una criatura llamada Kraawl, o al menos él pensó que lo hizo. En esta escena, la Mole golpeó a un gusano gigante que pensó que había estado atacando a Kala cuando en realidad, el Kraawl era la mascota de Kala que estaba usando para viajar a Subterránea. La cuestión es que la única que puede controlar a los Kraawls es Kala, y para hacerlo debe cantarles. En el número 127, Kala le explica a Ben Grim que está viajando para encontrarse con el Hombre Topo y que debe casarse con él para preservar el Inframundo, descendientes de la "una vez poderosa Atlántida". La Mole acepta viajar a Subterránea para escoltar a Kala hasta Hombre Topo, pero rápidamente descubre que los dos habían estado conspirando para destruir el mundo de arriba. Finalmente, Kala traiciona a Hombre Topo, pero ella sigue siendo malvada y Hombre Topo todavía está enamorado de ella.
La Reina Kala liberó a Tyrannus del control del Hombre Topo, y el Hombre Topo fue aplastado al descubrir que ella lo había engañado y traicionado. Se asoció con Tyrannus para capturar al Hombre Topo y planeó destruir la civilización de la superficie con lava fundida. Kala planeaba gobernar todo el reino con Tyrannus, pero Tyrannus se volvió contra ella y la encarceló, aunque más tarde recuperó su libertad. Los Cuatro Fantásticos aparecen en Fantastic Four # 128 y salvan el día. Tyrannus se volvió contra Kala y la aprisionó en anillos de energía, ya que no tenía intención de compartir el gobierno de Subterránea con nadie. Tyrannus quedó temporalmente incapacitado por una explosión, y el Hombre Topo y Kala recuperaron su libertad, pero Kala y el Hombre Topo con el corazón roto se separaron y ella regresó a su reino del Inframundo.
Luego fue a la guerra contra el Hombre Topo, y una vez más envejeció al exponerse al aire del mundo de la superficie. Sin embargo, después de haber sido rechazada por Tyrannus, se convirtió en la consorte del Hombre Topo por desesperación.
Mucho más tarde, Kala fue al mundo de la superficie en busca de Stark y Iron Man, y le pidió a Stark que enviara a Iron Man para ayudar al Hombre Topo contra Brutus y los Deviants. Ella es devuelta a Subterránea por los Rechazados. Luego pidió ayuda a los Vengadores de la Costa Oeste para el Hombre Topo contra Brutus. Ella fue herida salvando la vida del Hombre Topo y se reconcilió con el Hombre Topo.

## Poderes y habilidades
Kala es una mujer ordinaria que en realidad tiene siglos de edad, pero siguió siendo una mujer joven hermosa y robusta hasta tiempos recientes debido al efecto inexplicable de la atmósfera del "inframundo" subterráneo. Por razones desconocidas, la exposición a la atmósfera de la superficie de la Tierra hace que los Países Bajos envejezcan y se debiliten en unos momentos; sólo el aire del "Inframundo" o la fuente de la juventud de Tyrannus pueden restaurar la juventud de Kala de su frágil estado de anciana.
Kala fue educado por los tutores reales del Inframundo y es un gobernante carismático, astuto estratega militar y administrador eficiente. Debido a su vida bajo tierra, Kala puede ver claramente con una luz mucho más tenue que la mayoría de los humanos de la superficie.
Como reina del Inframundo, Kala ordenó el uso de su tecnología y armamento altamente avanzados y de su ejército bien entrenado, que incluía rayos desintegradores y teletransportadores que podían transportar a alguien desde la superficie de la Tierra al Inframundo.